# Jean Roth
Jean Roth (Le Havre, 3 de març de 1924) va ser un ciclista suís especialista en la pista. Es va especialitzar en les curses de sis dies on va obtenir 16 victòries, 9 de les quals amb Walter Bucher. Va participar en els Jocs Olímpics de Londres de 1948.

## Palmarès
- 1950
  - 1r als Sis dies de Münster (amb Gustav Kilian)
- 1952
  - 1r als Sis dies de Münster (amb Walter Bucher)
  - 1r als Sis dies de Kiel (amb Armin von Büren)
- 1953
  - 1r als Sis dies de Münster (amb Walter Bucher)
  - 1r als Sis dies de Berlín (amb Walter Bucher)
  - 1r als Sis dies de Múnic (amb Walter Bucher)
- 1954
  - 1r als Sis dies de Frankfurt (amb Walter Bucher)
- 1955
  - 1r als Sis dies de Zuric (amb Walter Bucher)
- 1956
  - 1r als Sis dies de Berlín (amb Walter Bucher)
  - 1r als Sis dies d'Anvers (amb Stan Ockers i Reginald Arnold)
  - 1r als Sis dies de París (amb Walter Bucher i Oskar Plattner)
  - 1r als Sis dies d'Aarhus (amb Walter Bucher)
- 1957
  - 1r als Sis dies de Münster (amb Armin von Büren)
  - 1r als Sis dies de Copenhaguen (amb Fritz Pfenninger)
- 1958
  - 1r als Sis dies de Münster (amb Fritz Pfenninger)
  - 1r als Sis dies de Zuric (amb Fritz Pfenninger)